# SO905i
FOMA SO905i（フォーマ・エスオー きゅう まる ご アイ）は、ソニー・エリクソン・モバイルコミュニケーションズ（現・ソニーモバイルコミュニケーションズ）によって開発された、NTTドコモの第三世代携帯電話 (FOMA) 端末である。

## 概要
- キャッチコピーは「Touch the Style　ケータイの使い心地が、生まれ変わる。」と書くように、液晶の背面やメイン液晶の横にタッチキーを備えるなどして操作方法を工夫しており、ソニーのブラビアやウォークマンの技術を取り入れるなど、1年前のSO903i、SO903iTVそれぞれの長所を合わせた端末である。
- auのW53Sで復活したジョグダイヤルを「+JOG」として搭載。ドコモ向け端末としてはSO505i以来、約4年ぶり（ディスクジョグを含む場合、SO506iC以来約3年ぶり）の復活となった。電話帳、メール、フルブラウザなどでスピーディーな操作が可能になっている。さらに、従来のジョグとは構造が異なり、磁石を用いた非接点方式を採用しているため、よりスムーズで軽い操作感を実現したという。また、ダイヤルキーには凹凸のあるウェーブスクエアキーを採用しているため、指の腹でクリックすることが可能になった。
- ディスプレイは3インチフルワイドVGA液晶を搭載し、NTSC比約96%という高い色再現性を実現した。ソニー製液晶テレビ「ブラビア」の技術を採用し、さらにモバイルディスプレイ用高画質エンジン「RealityMAX」を搭載することで、高コントラストでメリハリのある映像を表現した。照度センサーも搭載されている。また3ユニットフロントスピーカーとして3つのスピーカーを端末に配置し、端末の向きに応じて2つのスピーカーから出力する。
- ワンセグ利用時の使いやすさも考えて、液晶を回転させて折りたたんだ状態にすると、液晶の横にあるビューイングタッチキーというタッチキーを使って、チャンネル操作や音量操作が可能になった。またこのタッチキーを使って、カメラ機能時のズームやフルブラウザのスクロールが可能。また背面にはワンセグ視聴時に置く場所にあわせて段階が変えられる2ステップワンセグスタンドというスタンドも搭載している。このスタンドは展開中に無理な力がかかると本体から外れて破損を防止するように設計されている。
- ウォークマンにも採用されている「Virtual Mobile Engine」を搭載し、最大約66時間の長時間連続再生が可能。ミュージック起動時に背面に浮かび上がり、直感的に操作が可能な「ミュージックタッチキー」を搭載。SOシリーズとして、初めてWMA再生に対応した。対応フォーマットには他に、HE-AAC、AAC、ATRAC Audio Device (ATRAC3, ATRAC3plus)、MP3（VBR対応）と、充実したものとなっている。イコライザだけでなく、VPTやクリアベース、ダイナミックノーマライザーも搭載しているが、これだけ音楽再生に特化した端末でありながら「ウォークマンケータイ」の愛称は冠せられていない。
- フルブラウザも大きく進化し、ブックマークやWebのアクセス履歴はサムネイル画像を表示することが可能になった。また、シームレスなwebアプリケーションを実現できるAjaxにも対応し、より多くのサイト閲覧が可能になった。テキストコピー機能なども搭載する。
- この端末はF905iやSO905iCSと同じく、音声認識は非対応である。
- 端末の色はブラック・ホワイト・レッド・シャンパンベージュの4色で、キーのバックライトは各色とも白色である。

| 主な対応サービス           | 主な対応サービス                    | 主な対応サービス                | 主な対応サービス                                                |
| -------------------------- | ----------------------------------- | ------------------------------- | --------------------------------------------------------------- |
| DCMX／おサイフケータイ     | うた・ホーダイ                      | 着うたフル／着うた              | デジタルオーディオプレーヤー(WMA)(AAC)(ATRAC3)(ATRAC3plus)(MP3) |
| 直感ゲーム／メガiアプリ    | Music&Videoチャネル／ビデオクリップ | GSM／3Gローミング（WORLD WING） | プッシュトーク                                                  |
| FOMAハイスピード           | GPS／ケータイお探し                 | デコメール／デコメ絵文字        | iチャネル                                                       |
| 着もじ                     | テレビ電話／キャラ電                | 電話帳お預かりサービス          | フルブラウザ                                                    |
| おまかせロック／バイオ認証 | 外部メモリーへiモードコンテンツ移行 | トルカ                          | iC通信／iCお引越しサービス                                      |
| きせかえツール／マチキャラ | バーコードリーダ／名刺リーダ        | 2in1                            | エリアメール                                                    |

1. ↑  「しゃべる」は非対応。
2. ↑  BモードのメールはWebメールとなる。

### プリインストールiアプリ
- Gガイド番組表リモコン
- 「DCMX」クレジットアプリ
- ケータイクレジットiD
- スーパーモンキーボール モバイル for SO
- FOMA通信環境確認アプリ
- 地図アプリ
- iアプリバンキング
- 楽オク出品アプリ2

### ワンセグ機能
- EPG（録画予約も可）
- 外部メモリ（microSD）への録画
- 字幕放送
- マルチウィンドウ
- 連続視聴時間 約3時間50分

## 不具合
2008年1月22日に、以下の不具合の修正が行われた。
- スケジュール登録を繰返し行うと、「メモリに空きがありません」と表示されスケジュール登録ができなくなる

2008年2月26日に、以下の不具合の修正が行われた。
- 着信中の画面に特定の画像を設定し、着うたなどを設定しておくと、着信時に音飛びや音途切れが発生する。
- 予測辞書編集機能に一部の記号や特殊文字を登録すると、正しく予測変換されず、削除すると電源が再起動する。
- オプション発信で国際電話にかけられない。

2009年6月23日に、以下の変更と不具合の修正が行われた。
- 電話帳に登録されている相手からのメール受信時に、設定しているメール着信音が鳴らない場合がある
- iメニューの検索ウィンドウで特定の記号を入力し検索すると、サイトに接続できませんとエラー表示される場合がある
- 海外の一部地域で、地域特性により通話や通信できない場合があったが、サービスを利用できるように品質を改善

## 歴史
- 2007年9月13日 - 技術基準適合証明 (TELEC) 通過
- 2007年9月19日 - 電気通信端末機器審査協会 (JATE) 通過
- 2007年11月1日 - 連邦通信委員会 (FCC) 通過
- 2007年11月1日 - D905i・D705i・D705iμ・F905i・F705i・N905i・N905iμ・N705i・N705iμ・P905i・P905iTV・P705i・P705iμ・PROSOLID μ・SH905i・SH905iTV・SH705i・SO905i・SO905iCS・SO705i・L705i・L705iX・NM705iの開発発表。
- 2007年11月29日 - 発売開始